# 4007 Euryalos
4007 Euryalos este un asteroid descoperit pe 19 septembrie 1973 de Cornelis van Houten.